# Lauren Liebenberg
Lauren Liebenberg (Zimbabue, 3 de agosto de 1972) es una escritora sudafricana, nominada en 2008 al  Premio Orange de Ficción por su obra The Voluptuous Delights of Peanut Butter and Jam. Es activista del movimiento ambientalista y de la conservación de la fauna africana y escribe artículos de opinión centrados en temas medioambientales.

## Trayectoria
Siendo niña abandonó el recién independizado Zimbabue (antigua República de Rhodesia) para trasladarse a la vecina Sudáfrica. Estudió en Brescia House, una escuela católica femenina de Johannesburgo. Tras licenciarse en la Universidad de Sudáfrica, vivió unos años en Inglaterra, antes de regresar a Sudáfrica, donde se graduó en la escuela de negocios de la Universidad de Witwatersrand con un Máster en Administración de Empresas (MBA). Trabajó en el sector de banca de inversión y publicó obras en el campo de los mercados financieros, entre ellas un libro de referencia titulado The Electronic Financial Markets of the Future (Los mercados financieros electrónicos del futuro), publicado en 2002.
Su primera novela, The Voluptuous Delights of Peanut Butter and Jam (Las voluptuosas delicias de la mantequilla de cacahuete y la mermelada), basada en sus experiencias como niña en Rodesia durante la guerra civil de Rodesia, atrajo la atención de la crítica cuando se publicó en 2008. The Guardian la describió como «asombrosamente vívida», y añadió que «Rodesia cobra vida fecunda y fétida ante tus ojos... como los niños que la protagonizan... es inmediata, rara vez crítica... encantadora, perturbadora y conmovedoramente extraña... se mete profundamente bajo tu piel». El Financial Times la describió como una «primera novela elegíaca [que] capta la vulnerabilidad insular de esta infancia africana blanca». The Times la describió como un «debut conmovedor». Un extracto de la novela también fue publicado en The Independent.
Además de ser finalista del Premio Orange de Ficción, Liebenberg fue una de las tres únicas mujeres finalistas del premio Orange de debut en 2008.  En 2010, la novela fue finalista del Premio Literario Internacional de Dublín.
Su siguiente novela, The West Rand Jive Cats Boxing Club (El club de boxeo West Rand Jive Cats), una historia de madurez ambientada en los yacimientos de oro de Johannesburgo, se publicó en 2011 y también recibió elogios de la crítica. The Guardian dijo que la novela tenía «un aire auténtico y crudo» y describió a Liebenberg como una «escritora fabulosa».  The Times la calificó de «conmovedora ... [una] historia excelentemente elaborada» y el Financial Times la calificó como «vívida... evocadora... y convincente». Cry Baby, su tercera y última novela, una sátira de los suburbios contemporáneos con una fuerte temática feminista, se publicó en febrero de 2014.
Liebenberg participa activamente en el movimiento ambientalista y en la conservación de la fauna africana. Es miembro del consejo de la Reserva Natural Philip Herd en la provincia de Limpopo, donde preside el Comité de Gestión Biológica. Es la fundadora del grupo de defensa LivingLimpopo, que hace campaña contra la minería del carbón y la industrialización de la Reserva de la Biosfera Vhembe, perteneciente al MAB de la UNESCO, y promueve la conservación de la biodiversidad y la ampliación de la Zona de Conservación Transfronteriza (TFCA) de Mapungubwe y el Gran Limpopo.
Forma parte del subcomité del Grupo Científico para Emergencias (SAGE) de la Academia Sudafricana de Ciencias (ASSAf) y es coautora del informe SAGE Advisory publicado en enero de 2023 sobre el impacto ambiental y en el patrimonio cultural de la Zona Económica Especial (ZEE) de Musina-Makhado, situada en el distrito de Vhembe, en la provincia septentrional sudafricana de Limpopo. Liebenberg publica artículos de opinión en medios digitales centrados en temas medioambientales.

## Obras
- 2002 - The Electronic Financial Markets of the Future and Survival Strategies of the Broker-Dealers (Los mercados financieros electrónicos del futuro y las estrategias de supervivencia de los corredores de bolsa). Lauren Liebenberg. Palgrave Macmillan. ISBN 978-0-33399-860-1
- 2008 - The Voluptuous Delights of Peanut Butter and Jam (Las voluptuosas delicias de la mantequilla de cacahuete y la mermelada). Lauren Liebenberg. Virago Press. ISBN 1-84408-464-7
- 2010 - The West Rand Jive Cats Boxing Club (El club de boxeo West Rand Jive Cats). Lauren Liebenberg. Virago Press. ISBN 1-84408-489-2
- 2014 - Cry Baby (Bebé llorón). Lauren Liebenberg. Penguin Books. ISBN 978-0-14353-861-5